# Dix-septième circonscription de Tokyo
La dix-septième circonscription de Tokyo (東京都第17区, Tōkyō-to dai-jūnana-ku) est l'une des trente circonscriptions législatives que compte la préfecture métropolitaine de Tokyo.

## Description géographique
Entre 1994 et 2022, la dix-septième circonscription de Tokyo regroupait l'arrondissement spécial de Katsushika et une partie de l'arrondissement d'Edogawa,,.
Depuis 2022, elle correspond à l'arrondissement de Katsushika,.

## Députés
| Législature | Début de mandat | Fin de mandat | Député élu       | Parti politique | Parti politique |
| ----------- | --------------- | ------------- | ---------------- | --------------- | --------------- |
| 41e         | 1996            | 2000          | Katsuei Hirasawa |                 | PLD             |
| 42e         | 2000            | 2003          | Katsuei Hirasawa |                 | PLD             |
| 43e         | 2003            | 2005          | Katsuei Hirasawa |                 | PLD             |
| 44e         | 2005            | 2009          | Katsuei Hirasawa |                 | PLD             |
| 45e         | 2009            | 2012          | Katsuei Hirasawa |                 | PLD             |
| 46e         | 2012            | 2014          | Katsuei Hirasawa |                 | PLD             |
| 47e         | 2014            | 2017          | Katsuei Hirasawa |                 | PLD             |
| 48e         | 2017            | 2021          | Katsuei Hirasawa |                 | PLD             |
| 49e         | 2021            | 2024          | Katsuei Hirasawa |                 | PLD             |
| 50e         | 2024            | -             | Katsuei Hirasawa |                 | SE              |